# إيغور سافيتش (لاعب كرة قدم)
إيغور سافيتش هو لاعب كرة قدم بوسني في مركز الوسط، ولد في 8 أكتوبر 2000 في تريبينيي في البوسنة والهرسك.

## وصلات خارجية
- إيغور سافيتش (لاعب كرة قدم) على موقع قاعدة بيانات كرة القدم.إي يو (الإنجليزية)
- إيغور سافيتش (لاعب كرة قدم) على موقع ناشيونال فوتبول تيمز (الإنجليزية)
- إيغور سافيتش (لاعب كرة قدم) على موقع Soccerway.com (الإنجليزية)
- إيغور سافيتش (لاعب كرة قدم) على موقع عالم كرة القدم.نت (الإنجليزية)